# زمین‌لرزه و سونامی ۲۰۰۴ اقیانوس هند
زلزلهٔ بزرگ اندونزی در مورخه ۲۶ دسامبر ۲۰۰۴ میلادی مطابق با ۶ دی ماه ۱۳۸۳ با بزرگای گشتاوری ۹/۱ ریشتر در عمق ۳۰ کیلومتری زمین و در فاصله ۱۶۰ کیلومتری شمال غرب سواحل سوماترای اندونزی درون اقیانوس هند اتفاق افتاد. این زمین لرزه سومین زلزله قدرتمند ثبت شده تاریخ و دومین زلزله طولانی ثبت شده در تاریخ پس از زمین‌لرزه ۱۹۶۰ والدیویا نام گرفت که به مدت ۸ تا ۱۰ دقیقه مناطق اطراف را به لرزه درآورد. آبلرزه حاصل از این زلزله باعث مرگ بیش از ۲۸۶۰۰۰ نفر در ۱۴ کشور گوناگون شد. یکی از مناطقی که با وجود فاصله زیاد از مرکز لرزه آسیب‌های جدی دیده بندر بیلا می‌باشد. همچنین شدت و قدرت این زمین‌لرزه چنان بود که باعث شد تا کره زمین به میزان ۱۰ میلیمتر (۰٫۴ اینچ) تکان بخورد.
بدین ترتیب تحت این سونامی، نواحی ساحلی با امواج به ارتفاع ۳۰ متر (۱۰۰ فوت) غرق شدند و صدها هزار خانه و ساختمان عمومی در سراسر اقیانوس هند به خصوص در هند، اندونزی، مالزی، مالدیو، تایلند، و سری‌لانکا نابود شدند. در هند، خسارت‌های ناشی از سونامی به تخمینی بالغ بر ۲/۵۶ میلیارد دلار آمریکا رسید و زندگی ۲/۸ میلیون نفر در ۱۰۸۹ روستا به صورت مستقیم تحت تأثیر قرار گرفت.
در واقع سازه‌ها به خاطر فشار مستقیم امواج سونامی صدمه دید و به دلیل امواج بازگشتی، آثار صدمه زدوده می‌شد. تعداد زیادی از این سازه‌های غیرمهندسی به قشر ماهیگیران تعلق داشت. بیشترین تأثیر را خانوارهایی داشتند که از گروه‌های اجتماعی پایین‌تر بودند و خانوارهایی که روزمعاش آنها به صورت مستقیم یا غیرمستقیم به فعالیت‌های شیلاتی وابسته بود. علاوه بر زیرساخت‌های عمومی، حدود ۸۴ هزار قایق نابود شد، بیش از ۳۲ هزار سرشت دام از دست رفت و حدود ۳۹ هزار هکتار از زمین‌های کشاورزی آسیب دیدند. در مقایسه با ۱۰ سال قبل از سونامی، درآمدهای خانوارها از فعالیت‌های شیلاتی از ۸ هزار تا ۱۰ هزار روپیه در هفته به هزار روپیه در هفته کاهش یافت.
مرکز این زمین‌لرزه در محدوده‌ای میان سیمئولوئه یکی از جزایر اندونزی در اقیانوس هند و سرزمین اصلی سوماترا گزارش شد. وضعیت مردم و کشورهای متأثر از حوادث این زمین‌لرزه، واکنش‌های بشردوستانهٔ سراسر جهان را به همراه داشت و در مجموع، کمک‌های مالی بیش از ۱۴ میلیارد دلار برای این منظور جمع‌آوری گردید.
سونامی اقیانوس هند منجر به آسیب‌های ویران کننده در بسیاری از کشورهای آسیایی و برخی کشورهای آفریقایی گردید؛ در حالی که به دلیل عدم آشنایی این کشورها با حوادث مرتبط با سونامی، به مقدار کافی اطلاعات دقیق جمع‌آوری نشد و اطلاعات مربوط به آسیبها، تنها به صدمات انسانی و ساختمانی محدود بود. تعداد ساختمانهای بررسی شده نیز بسیار کم بود؛ چراکه محدوده فاجعه بزرگتر از ظرفیت کشورها برای پاسخگویی بود.
این سونامی، جدای از تعداد زیاد تلفات، حداقل دو ویژگی منحصر به فرد داشت که آن را به یک مورد ارزشمند و مهم برای مطالعه مسائل مدیریت بلایا در هزاره جدید تبدیل کرده است. اول، این اولین فاجعه واقعاً جهانی است که زندگی‌های زیادی در ده‌ها کشور در دو قاره مختلف را از بین برده است. دوم، واکنش به این فاجعه نیز جهانی بوده است؛ به گونه‌ای که قبلاً به ندرت دیده شده بود ده‌ها میلیون شهروند عادی برای ارسال کمک، علاوه بر دولت‌ها و سازمان‌های کمک‌کننده، برای کمک اقدام کنند. در برخی از کشورهای اهداکننده مانند بریتانیا، ایالات متحده آمریکا، ایتالیا، و آلمان کمک‌های خصوصی از تعهدات کمک‌های دولتی فراتر رفت و برای اولین بار، کمک‌های مالی شرکت‌ها در میان اهداکنندگان خصوصی نقش برجسته‌ای داشتند.

## اثرات اجتماعی

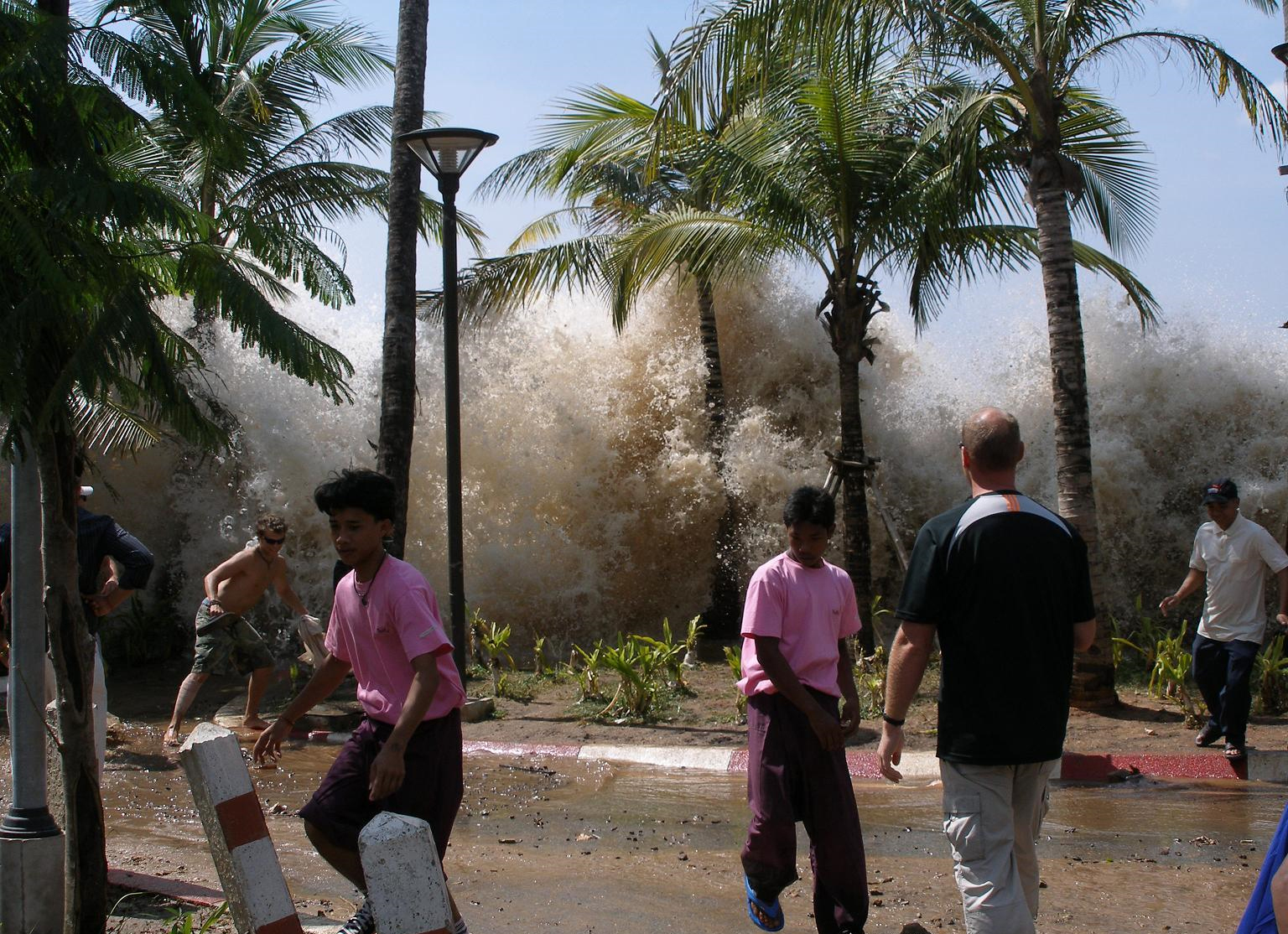
برخورد آبلرزه (سونامی) به آئو نانگ در تایلند.

سونامی اقیانوس هند در سال ۲۰۰۴ اثرات اجتماعی قابل توجهی بر جوامع آسیب دیده داشت. این فاجعه منجر به تلفات زیادی شد، به طوری که تخمین زده می‌شود بیشتر از ۲۵۰۰۰۰ نفر کشته و بیش از ۱٫۵ میلیون نفر آواره شدند. تلفات و ویرانی‌های ناشی از سونامی تأثیر عمیقی بر جمعیت‌های آسیب دیده داشت.
مسائل مربوط به سلامت روان یکی دیگر از تأثیرات اجتماعی مهم این فاجعه بود. در حالی که اطلاعات ناسازگاری در مورد اثرات درازمدت سلامت روان بلایا وجود دارد، به‌طور گسترده پذیرفته شده است که قربانیان بلایا درد و رنج واقعی را تجربه می‌کنند. اختلال در جوامع و تلفات جانی تأثیر عمیقی بر افراد آسیب دیده داشت.
آسیب‌شناسان روانی طیف وسیعی از علائم رایج را در میان افرادی که در معرض بلایای طبیعی قرار گرفته‌اند، شناسایی کرده‌اند که معمولاً با احساس شوک و بی‌حسی شروع می‌شود، که ممکن است بعداً به اضطراب، افسردگی، اعتیاد به الکل، سوء مصرف مواد، علائم روان‌فیزیولوژیک، اختلال علائم جسمی، اختلال استرس حاد و اختلال علائم پس از ضربه تبدیل شود.
توزیع کمک‌های امدادی و نقش سازمان‌های غیردولتی و دولت‌های محلی در این فرایند نیز از موضوعات مهم اجتماعی بود. سرپناه‌های موقتی که به جوامع آسیب‌دیده ارائه می‌شد، گاهی به مسکن دائمی تبدیل می‌شد، که چالش‌هایی را برای تلاش‌های طولانی‌مدت بهبود ایجاد می‌کرد. مشارکت سازمان‌های غیردولتی در فعالیت‌های امدادی نقش مهمی در رفع نیازهای اساسی جوامع ایفا کرد.
در تایلند، تعدادی از موسسات خیریه با بافت فرهنگی آنجا آشنایی نداشته و این موضوع مشکلاتی را در امر احیا ایجاد کرده بود. بدین شکل که امدادرسانها آموزش دیده بودند تا نان بپزند؛ در حالی که تایلند به صورت سنتی نانوایی نداشته و نانها اغلب توسط توریستها -و نه مردم محلی- مصرف میشدهاست. بر اساس نظر متخصصان سریلانکا، آسیب‌پذیری در نواحی ساحلی همچنان هم بسیار بالا بوده و تمهیدات اسکان مجدد انجام‌شده به‌عنوان بخشی از عملیات نجات، منجر به انزوای بیشتر مردم محلی گردیده است. این انزوا به صورت تنگاتنگی با محدودیت دسترسی به قدرت و منابع مرتبط بوده و یکی از دلایل ریشهای آسیب‌پذیری اجتماعی محسوب می‌شود.
احساس مداوم عدم قطعیت در زندگی افراد یکی از مشکلات اجتماعی به وجود آمده در جامعه بود. یک ماه پس از سونامی، ترس گسترده‌ای از وقوع یک سونامی دیگر مشاهده می‌شد. بحث در مورد این نگرانی در هند با نزدیک شدن به یک ماهگی سونامی افزایش یافت. مردم در روز از خط ساحلی بازدید می‌کردند، اما شبها به پناهگاه‌ها و کمپ‌های موقت بازمی‌گشتند. در یک مورد، با زنی ملاقات شدکه خانه اش تمیز و تعمیر شده بود اما همچنان از خوابیدن در شب در آنجا امتناع می‌کرد و به جای آن تصمیم گرفت در یک چادر موقت مجاور بخوابد.
مطالعات متعددی که پس از این رویداد برای قربانیان سونامی اقیانوس هند در سال ۲۰۰۴ در مالزی انجام شد ثابت کرد که با وجود آسیب نسبتاً جزئی سونامی بر این کشور، مالزیایی‌ها از تأثیرات روانی اجتماعی آن مستثنی نیستند. برخی علائم رایج مانند گسست اجتماعی و یادآوری مکرر رویداد را گزارش کردند، در حالی که برخی دیگر ترس شدیدی از اقیانوس داشتند، مانند ماهیگیرانی که پس از فاجعه به عنوان کشاورز و کار ساختمانی ساکن شدند. تعداد بیشتری از علائم روانی نیز در میان افرادی که نزدیکتر به ساحل زندگی می‌کنند گزارش شده است. در یک نظرسنجی بر اساس شاخص واکنش پس از سانحه، در بین کودکان و نوجوانان ۱۳ تا ۱۹ ساله که سونامی را در سال ۲۰۰۴ تجربه کردند، شایع‌ترین علائم گزارش شده شامل مشکلات در تمرکز، کاهش علاقه و مشارکت در فعالیت‌ها، اختلال خواب، احساس جدایی از دیگران و اجتناب از تعاملات اجتماعی، یادآوری‌های مکرر رویداد و رفتارهای پس‌رونده می‌باشد.

به‌طور کلی، تأثیرات اجتماعی سونامی اقیانوس هند در سال ۲۰۰۴ موضوعات فقر، نابرابری و آسیب‌پذیری را در کشورهای آسیب‌دیده برجسته کرد. این فاجعه بر نیاز به سیستم‌ها و استراتژی‌های هشدار اولیه یکپارچه برای تقویت بازیابی پایدار و ایجاد جوامع مقاوم در برابر بلایا صحه گذاشت.

زمین‌لرزه اقیانوس هند و حرکت امواج حاصل از آن.

## کشورهای آسیب دیده
در این حادثه کشورهای زیادی آسیب‌های جانی و مالی فراوانی را متحمل شدند که بیشتر شامل کشورهایی با وضعیت بد اقتصادی می‌شود.
آماری از آسیب‌های وارده به این کشورها در جدول زیر آمده است.
| کشورهای آسیب دیده | کشته      | کشته     | زخمی     | ناپدیدشده | بی‌خانمان      |
| کشورهای آسیب دیده | تایید شده | تخمین    | زخمی     | ناپدیدشده | بی‌خانمان      |
| ----------------- | --------- | -------- | -------- | --------- | ------------- |
| اندونزی           | ۱۳۰٬۷۳۶   | ۱۶۷٬۷۳۶  | —        | ۳۷٬۰۶۳    | ۵۰۰٬۰۰۰+      |
| سریلانکا          | ۳۵٬۳۲۲    | ۲۱٬۴۱۱   |          |           | ۵۱۶٬۱۵۰       |
| هند               | ۱۲٬۴۰۵    | ۱۸٬۰۴۵   | —        | ۵٬۶۴۰     | ۶۴۷٬۵۹۹       |
| تایلند            | ۵٬۳۹۵     | ۸,۲۱۲    | ۸٬۴۵۷    | ۲٬۸۱۷     | ۷۰۰۰          |
| سومالی            | ۷۸        | ۲۸۹      | —        | —         | ۵٬۰۰۰         |
| برمه              | ۶۱        | ۴۰۰–۶۰۰  | ۴۵       | ۲۰۰       | ۳٬۲۰۰         |
| مالدیو            | ۸۲        | ۱۰۸      | —        | ۲۶        | ۱۵٬۰۰۰+       |
| مالزی             | 68        | ۷۵       | ۲۹۹      | ۶         | —             |
| تانزانیا          | ۱۰        | ۱۳       | —        | —         | —             |
| سیشل              | ۳         | ۳        | 57       | —         | ۲۰۰           |
| بنگلادش           | 2         | ۲        | —        | —         | —             |
| آفریقای جنوبی     | ۲         | ۲        | —        | —         | —             |
| یمن               | ۲         | ۲        | —        | —         | —             |
| کنیا              | ۱         | ۱        | ۲        | —         | —             |
| ماداگاسکار        | —         | —        | —        | —         | ۱٬۰۰۰+        |
| جمع               | ~۱۸۴,۱۶۸  | ~۲۳۰,۲۱۰ | ~۱۲۵,۰۰۰ | ~۴۵,۷۵۲   | ~،۱٬۶۹ میلیون |
|                   |           |          |          |           |               |